# عمالة الرباط
عمالة الرباط هي أحد أقاليم المملكة المغربية، وتحمل صفة عمالة. تنتمي هذه العمالة لجهة الرباط سلا القنيطرة. تتكون في الأساس من ست دوائر ترابية، وعدد سكانها حسب إحصاء 2004 هو 627.932 ساكنًا.

## المناطق
| المنطقة  | عدد السكان      | عدد السكان      |
| المنطقة  | (2 سبتمبر 1994) | (2 سبتمبر 2004) |
| -------- | --------------- | --------------- |
| الرباط   | 606.764         | 621.480         |
| التواركة | 8.056           | 6.452           |